# Combiné nordique aux Jeux olympiques de 1980
Pour des articles plus généraux, voir Combiné nordique aux Jeux olympiques et Jeux olympiques d'hiver de 1980.
Navigation
Innsbruck 1976 Sarajevo 1984
L'épreuve du combiné nordique aux Jeux olympiques d'hiver de 1980 se déroule se déroule à Lake Placid, aux États-Unis, les 18 et 19 février 1980.

## Organisation

### Calendrier
La partie du saut à ski commence à 12 h 30 heure locale (UTC+5). La course de ski de fond commence à 12 h 00.
| Date            | Épreuve     | Horaire | Horaire |
| --------------- | ----------- | ------- | ------- |
| 18 février 1980 | Saut à ski  | 12 h 30 |         |
| 19 février 1980 | Ski de fond | 12 h 00 |         |

### Format de l'épreuve
Le combiné nordique est un sport qui conjugue saut à ski et ski de fond. La compétition a lieu sur deux jours consécutifs (le saut à ski est disputé en premier). Les résultats des deux épreuves sont converties en points selon la table de la Fédération internationale de ski et l'athlète qui compte le plus de points l'emporte.
Comme pour le concours de saut à ski, le tremplin doit avoir un point K de 70 m. Chaque athlète a droit à trois essais et le moins bon n'est pas comptabilisé. La course de ski de fond d'une distance de 15 km doit avoir entre 400 m et 800 m de dénivelé.

## Podiums
| Épreuve                 | Or             | Argent            | Bronze         |
| ----------------------- | -------------- | ----------------- | -------------- |
| Individuel H 18 février | Ulrich Wehling | Jouko Karjalainen | Konrad Winkler |

## Résultats
| Rang                                | Athlète           | Pays               | Saut à ski | Saut à ski | Saut à ski | Saut à ski | Saut à ski | Ski de fond   | Ski de fond | Ski de fond | Total   |
| Rang                                | Athlète           | Pays               | Saut 1     | Saut 2     | Saut 3     | Total      | Rang       | Temps         | Points      | Rang        | Total   |
| ----------------------------------- | ----------------- | ------------------ | ---------- | ---------- | ---------- | ---------- | ---------- | ------------- | ----------- | ----------- | ------- |
| Médaille d'or, Jeux olympiques      | Ulrich Wehling    | Allemagne de l'Est | 112,2      | 115,0      | 102,4      | 227,2      | 1          | 49 min 24 s 5 | 205,000     | 9           | 432,200 |
| Médaille d'argent, Jeux olympiques  | Jouko Karjalainen | Finlande           | 108,1      | 83,2       | 101,4      | 209,5      | 7          | 47 min 44 s 5 | 220,000     | 1           | 429,500 |
| Médaille de bronze, Jeux olympiques | Konrad Winkler    | Allemagne de l'Est | 97,0       | 104,6      | 109,9      | 214,5      | 5          | 48 min 45 s 7 | 210,820     | 8           | 425,320 |
| 4                                   | Tom Sandberg      | Norvège            | 93,7       | 104,6      | 99,1       | 203,7      | 9          | 48 min 19 s 4 | 214,765     | 5           | 418,465 |
| 5                                   | Uwe Dotzauer      | Allemagne de l'Est | 112,0      | 105,6      | 105,0      | 217,6      | 4          | 49 min 52 s 4 | 200,815     | 13          | 418,415 |
| 6                                   | Karl Lustenberger | Suisse             | 104,4      | 108,3      | 103,3      | 212,7      | 6          | 50 min 01 s 1 | 199,510     | 14          | 412,210 |
| 7                                   | Aleksandr Mayorov | Union soviétique   | 85,5       | 94,8       | 99,6       | 194,4      | 13         | 48 min 19 s 6 | 214,735     | 6           | 409,135 |
| 8                                   | Gunter Schmieder  | Allemagne de l'Est | 97,2       | 99,9       | 101,8      | 201,7      | 11         | 49 min 42 s 0 | 202,375     | 11          | 404,075 |